# Зигехард фон Волфсьолден
Зигехард фон Волфсьолден (на немски: Sigehard von Wolfsölden; † между 1110/1120) от род Хесони е граф на Волфсьолден в Баден-Вюртемберг.
Той е син на Хесо фон Бакнанг († 1114, умира като монах в „Св. Георг“ в Шварцвалд) и съпругата му Юдит. Внук е на граф Хесо II фон Зюлхгау и правнук на граф Хесо I фон Зюлхгау († ок. 1027) и Гизела фон Бакнанг (* пр. 1027; † пр. 1050), наследничка на Бакнанг (на ок. 30 км североизточно от Щутгарт). Праправнук е на Хесо граф в Зюлхгау и Ортенау и съпругата Хилтгарт. Баща му е брат на Юдит фон Бакнанг († 27 септември 1091 в Салерно, погребана в Бакнанг), омъжена за Херман I фон Баден, маркграф на Верона († 1074) и занася като зестра град Бакнанг.
През края на 11 век или началото на 12 век родът Хесони се мести във Волфсьолден, където създават един замък.
Зигехард е баща на Зигфрид II фон Волфсьолден († 23 август 1146), епископ на Шпайер (1127 – 1146), и Герхард I граф фон Шауенбург († 1168), основател на линията Шауенбург.

## Фамилия
Зигехард фон Волфсьолден се жени за Ута фон Калв († сл. 1075), дъщеря на граф Адалберт II фон Калв († 1099) и Вилтруда от Лотарингия († 1093), дъщеря на херцог Готфрид III Брадатия († 1069). Съпругата му е племенница на папа Лъв IX. Хесоните получават като зестра важни имения на среден Некар. Те имат децата:<ref>
- Готфрид († ок. 1140)
- Зигфрид II фон Волфсьолден ( † 23 август 1146), епископ на Шпайер (1127 – 1146)
- Герхард I граф фон Шауенбург (* ок. 1130; † 1168), граф, женен за Хайлека/Айлика фон Лехсгемюнд († сл. 1157), дъщеря на Бертхолд фон Бургек († пр. 25 октомври 1123) и графиня Беатрикс фон Дахау († сл. 1128); родители на:
  - Готфрид фон Виненден, женен за фон Рордорф, дъщеря на граф Готфрид фон Рордорф
  - Герхард II фон Шауенбург († сл. 1190); баща на Фридрих фон Шауенбург († сл. 1199)